# Matei Vișniec
Matei Vișniec (Rădăuți, 29 gennaio 1956) è un drammaturgo, poeta e giornalista rumeno naturalizzato francese.

## Biografia
Ha studiato storia e filosofia all'università di Bucarest, sotto il regime di Ceaușescu. Dal 1977 al 1987 scrive numerose pièces teatrali, che circolano diffusamente nell'ambiente letterario rumeno, ma di cui è vietata la messa in scena dalla censura. Nel 1987 abbandona la Romania per trasferirsi in Francia, dove chiede asilo politico. Qui comincia a scrivere in francese, lingua in cui sono scritti i suoi testi più noti, e lavora come giornalista per Radio France Internationale.
Dopo la caduta di Ceaușescu 1989, è divenuto uno degli autori più rappresentati in Romania dove, nell'ottobre del 1996, il Teatro Nazionale di Timișoara gli ha intitolato un festival. In quell'occasione, dodici compagnie hanno rappresentato sue opere. Le pièces di Vișniec sono state tradotte e messe in scena in oltre venti paesi.

## Poetica e tematiche
L'opera di Vișniec testimonia fin dall'inizio una tensione ideale, una resistenza culturale e politica contro la manipolazione ideologica. 
Cittadino e osservatore di due mondi, quello comunista e quello delle democrazie liberiste occidentali, denuncia, attraverso i suoi drammi, spesso in toni metaforici, il sistema, l'autarchia del partito, la polizia onnipresente, la censura vissuta sotto il regime e dall'altra parte i pericoli del lavaggio del cervello, dello schiacciamento dell'individualità, della manipolazione che vede incombere sulla civiltà dei consumi. Da esule avverte le analogie tra l'uomo nuovo - quello completamente integrato che, secondo la propaganda, doveva nascere dal comunismo - e l'uomo-spazzatura, generato, questa volta con maggiore successo e su scala planetaria, dal consumismo (raccontato ne Il teatro decomposto o l'uomo pattumiera, vincitore del premio Théâtre Vivant del 1993). In I cavalli alla finestra del 1987, bloccato dalla censura rumena la sera precedente la prima, Vișniec indaga temi come il rapporto col potere e l'assurdità della guerra. Con uno stile stralunato e grottesco e un linguaggio che spazia tra il quotidiano, il lirico e il surreale, il dramma affronta la vacuità che si nasconde dietro parole come "patria", "dovere", "eroismo", termini dal grande potere manipolatore. In Del sesso della donna come campo di battaglia nella guerra in Bosnia Vișniec affronta il tema della violenza sulla donna, nella cornice della guerra che accompagna dissoluzione della ex Jugoslavia. In questo dramma sperimenta uno stile orientato verso il realismo, distante dalla poetica dei primi lavori, che attingevano al grottesco e all'assurdo, in deliberato contrasto con il rassicurante realismo della propaganda, preteso dal regime.

## Opere

### Teatro
- La porta (1976)
- Ma mamma, ci raccontano al secondo atto cosa è successo al primo (1979)
- Il dialogo di Fra sempre e mai (1983)
- Le tasche piene di pane (1984)
- Lo spettatore condannato a morte (1985)
- I cavalli alla finestra (1987)
- Lavoretto per vecchi clown (1987)
- L'ultimo Godot (1987)
- Nessuno ha il diritto di attraversare senza armi un campo di battaglia (1992)
- Il Teatro decomposto o l'uomo pattumiera (premio Théâtre Vivant, 1993)
- La storia degli orsi panda raccontata da un sassofonista che ha un'amichetta a Francoforte (premio SACD del teatro radiofonico, 1994)
- Del sesso della donna come campo di battaglia nella guerra in Bosnia (1997)
- La storia del comunismo raccontata ai malati di mente o Qualche grido nella città ideale (1998)
- Il Riccardo III non s'ha da fare o Scene della vita di Mejerchol'd (2001)
- La parola progresso suonava terribilmente falsa sulla bocca di mia madre (2007)
- La vecchia signora che fabbrica 37 cocktails molotov al giorno (2008)
- Occidental express (2010)
- Dello zerbino spiegato dal punto di vista del riccio (2020)
- Lisistrata, mon amour (2022)

### Letteratura
- Drammi di resistenza culturale: I cavalli alla finestra-La donna come campo di battaglia, Corazzano, Titivillus, 2009, ISBN 88-7218-273-5.
- La storia del comunismo raccontata ai malati di mente, in Sipario: rivista mensile dello spettacolo, A. 63, n. 713/714, 2009,  pp. 41-63.
- La storia del comunismo raccontata ai malati di mente e altri testi teatrali, Spoleto, Editoria & Spettacolo, 2012, ISBN 978-88-97276-20-3. Contiene: Attenzione alle vecchie signore corrose dalla solitudine; La parola 'progresso' sulla bocca di mia madre suonava terribilmente falsa; La storia del comunismo raccontata ai malati di mente e Teatro decomposto o l'uomo-pattumiera.
- Riccardo 3. non s'ha da fare, o Scene della vita di Mejerchol'd, Palermo, Theatrum Mundi, 2011.
- Occidental express, Corazzano, Titivillus, 2012, ISBN 978-88-7218-340-3.
- Sindrome da panico nella Città dei Lumi, Roma, Voland, 2021 (romanzo).
- Il Cabaret Dada, Milano, Criterion Editrice, 2022.
- Mansarda a Parigi con vista sulla morte, Milano, Criterion Editrice, 2022.
- Il venditore di incipit per romanzi, Roma, Voland, 2023 (romanzo).